# Luigi Bellini
Luigi Bellini (* 1885; † 1946) war ein italienischer Soziologe, der die Ausarbeitung einer katholischen Soziologie anstrebte.
Bellini war stark von den katholischen Theoretikern Giuseppe Toniolo und Luigi Sturzo beeinflusst. Seine katholische Soziologie beruhte auf der Idee einer sozialen Harmonie auf Basis der Vorsehung. Bellini war ein radikaler Kritiker des Evolutionismus, den er als Perversion der christlichen Lehre ansah. 

## Schriften
- Note di sociologia, Mailand 1929
- Saggio di una teoria generale della societa, Mailand 1934
- La proprieta, Mailand 1938